# Haplothrips verbasci
Haplothrips verbasci är en insektsart som först beskrevs av Henry Fairfield Osborn 1897.  Haplothrips verbasci ingår i släktet Haplothrips och familjen rörtripsar. Inga underarter finns listade i Catalogue of Life.